# Guinness World Records
Guinness World Records, cunoscut de la început în 1955 până în 1999 ca The Guinness Book of Records și în ediții anterioare din Statele Unite ca The Guinness Book of World Records, este o carte de referință britanică publicată anual, enumerând recorduri mondiale atât ale realizărilor umane cât și a limitelor extreme ale naturii. Creația lui Sir Hugh Beaver, cartea a fost cofoundată de frații gemeni Norris și Ross McWhirter în Fleet Street, Londra, în august 1955.
Prima ediție a ajuns în fruntea listei de cărți bestseller în Regatul Unit până la Crăciunul lui 1995. Anul următor cartea a fost lansată internațional, iar din ediția de 2022, este acum în al 67-lea an de publicație, tipărită în 100 de țări și 23 de limbi, și păstrează peste 53-000 de recorduri în baza sa de date.
Franciza internațională s-a extins dincolo de tipărire ca să includă seriale de televiziune și muzee. Popularitatea francizei a rezultat în Guinness World Records devenind sursa primară internațională de catalogare și verificare a unui număr imens de recorduri. Organizația folosește arbitri de recorduri pentru a verifica autenticitatea locului și doborârea de recorduri. Urmând unui număr de proprietari, franciza a fost deținută ds Jim Pattison Group din 2008, cu sediul relocat la South Quay Plaza, Canary Wharf, Londra în 2017. Din 2008, Guinness World Records și-a orientat modelul de afaceri spre inventarea de noi recorduri mondiale ca cascadorii publicitare pentru companii și indivizi, ceea ce a atras criticism.